# 阿尔玛蓝
阿尔玛蓝（7-羟基-3H-3-酚恶嗪-10-氧化物）是一种酚嗪类染料，具有弱荧光性、细胞渗透性，无毒，对氧化还原敏感。阿尔玛蓝有蓝色至紫色（在pH>6.5），用于微生物学、细胞生物学和酶学检测，因为它可以不可逆地还原成粉红色和高荧光的试卤灵（9-羟基3H-3-异吩恶嗪酮）。在接近中性的pH值下，可以通过肉眼观察其粉红色或通过荧光测定法来检测试卤灵，其激发光波长最大值在530-570 nm，荧光波长最大值在580-590 nm。
当含有阿尔玛蓝的溶液被处于还原条件下（Eh<-110 mV）时，几乎所有的阿尔玛蓝都被可逆地还原成半透明的无荧光的二氢试卤灵，溶液变得半透明（阿尔玛蓝/二氢试卤灵对的氧化还原电位在pH=7.0时为-51 mV，标准氢电极）。当溶液的Eh增加时，二氢试卤灵被氧化成试卤灵，这种可逆反应可用于监测培养基的氧化还原电位是否保持在足够低的水平，以利于厌氧生物的生长繁殖。
阿尔玛蓝溶液的DI值的是已知最高值之一。当观察到的样品的厚度或浓度发生变化时，溶液的感知色相会有很大的变化。
通常情况下，阿尔玛蓝以钠盐的形式存在。

## 测定细胞活力的应用
阿尔玛蓝在代谢活跃的细胞中可以通过有氧呼吸被还原成试卤灵，因此可以被用作细胞活力的指标。在1929年，阿尔玛蓝被Pesch和Simmert首次用于量化牛奶中的细菌含量。阿尔玛蓝可用于检测哺乳动物细胞培养物中是否存在有活力的细胞。它最初以Alamar BlueTM（Trek Diagnostic Systems, Inc）进行商业推广，现在也有其他名称如AB assay、Vybrant（Molecular Probes）和UptiBlue（Interchim）。
因为阿尔玛蓝的检测在实验中显示出与存活率的高相关性，如基于formazan的检测（MTT/XTT）和胸腺嘧啶核苷双阻断法，又因为其低毒性使其适用于较长时间的研究，所以它已被广泛应用于动物细胞、细菌和真菌的细胞培养检测，如细胞计数、细胞生存和细胞增殖。
阿尔玛蓝还可以与化学荧光法同时使用，可以测量细胞因子、细胞凋亡的caspase，或基因或蛋白质表达。阿尔玛蓝到试卤灵的不可逆反应强度正比于细胞进行有氧呼吸的强度。